# Mojtaba Moharrami
Mojtaba Moharrami (persan : مجتبی محرمی) (né le 16 avril 1965 à Téhéran en Iran) est un footballeur international iranien, qui évoluait au poste de défenseur, avant de devenir entraîneur.

## Biographie

### Carrière de joueur

#### Carrière en club
Avec le Persépolis Téhéran, il remporte une Coupe d'Asie des vainqueurs de coupe, deux championnats d'Iran et enfin une Coupe d'Iran.

#### Carrière en sélection
Avec l'équipe d'Iran, il joue 38 matchs (pour 5 buts inscrits) entre 1988 et 1996. 
Il figure dans le groupe des sélectionnés lors des coupes d'Asie des nations de 1992 et de 1996. Son équipe termine troisième de la compétition en 1996.

## Palmarès
Persépolis
| - Championnat d'Iran (2) : - Champion : 1995-96, 1996-97. - Vice-champion : 1989-90, 1992-93 et 1993-94. - Coupe d'Iran (1) : - Vainqueur : 1990-91. |  | - Coupe d'Asie des vainqueurs de coupe (1) : - Vainqueur : 1990-91. - Finaliste : 1992-93. |